# 김보은 김진관 사건
김보은 김진관 사건은 1992년 1월 17일 대한민국 충청북도 충주에서 김보은과 그녀의 남자 친구 김진관이 12여 년 동안 자신을 강간한 계부를 살해한 사건이다.

## 개요
김보은의 어머니는 김보은이 7세 때 재혼하였고, 김보은은 9세 때부터 상습적인 성폭행을 당하기 시작하였다. 계부는 김보은과 김보은의 어머니를 번갈아 성폭행하였으며, 집에 식칼과 쥐약을 갖다 놓고 사실을 알릴 경우 가족을 몰살시키겠다고 협박하였다. 김보은은 대학에 진학하여 기숙사에서 살게 되면서 주중에는 계부로부터 떨어져 지낼 수 있었고, 자신의 괴로움을 남자 친구인 김진관에게 털어 놓았다. 김진관은 계부 김영오를 찾아가 성폭행을 그만 둘 것을 요청하였으나 당시 청주지방검찰청 충주지청 총무과장으로 근무하고 있던 계부 김영오는 오히려 "다 잡아 족치겠다. 확그냥죽여 버리겠다"며 김보은과 김진관을 협박하였다.
김보은과 김진관은 강도로 위장하여 계부를 살해하기로 공모하였고 1992년 1월 17일 김진관이 김보은의 집에 몰래 침입하여 김보은과 함께 술에 취해 잠들어 있는 계부를 식칼로 살해하였다. 김진관은 강도를 당한 것처럼 위장하고 집을 나갔으며, 김보은은 강도를 당했다며 경찰에 신고하였다. 피살자가 살해될 당시 방에 이불이 얇은 것 하나만 있었고, 의붓딸의 옷이 벗겨진 것을 보면 계부가 성폭행했다는 것을 알 수 있다고 함께 자고 있었다는 사실을 수상히 여긴 경찰은 김보은에게 계부가 살아있다고 말하여 김보은을 자극하였다. 김보은이 흥분하여 울부짖는 것을 본 경찰이 그녀를 집중적으로 추궁하자 결국 범행을 자백하였고, 이들은 1월 19일 구속되었다.

## 구명 운동
이 사건은 김진관의 아버지가 한국성폭력상담소에 상담을 의뢰하면서 알려지게 되었고, 전국에서 "김보은 김진관 사건 공동 대책 위원회"가 구성되어 이들의 구명 활동을 벌였다. 공동 대책 위원회는 김보은과 김진관의 무죄를 주장하였으며, 22명의 무료 변호인단도 구성하였다. 또한 성폭력 특별법 제정을 촉구하였다.

## 판결
변호인단은 김보은과 김진관의 정당방위를 주장하였으나 재판부는 1992년 4월 4일 1심에서 김진관에게 징역 7년, 김보은에게 징역 4년을, 10월 2일 항소심에서 김진관에게 징역 5년, 김보은에게 징역 3년 집행유예 5년을 선고하였다. 피고인들은 상고하였으나 대법원은 12월 22일 상고를 기각하였다. 김보은은 1993년 김영삼 대통령의 특별 사면으로 사면, 복권되었고, 김진관은 잔여형의 절반을 감형받았다. 김진관은 1995년 2월 17일에 출소한 후 1998년 2월 3일과 7월 16일에 복권 신청을 하였으나 기각되었다.

## 영향
이 사건은 한국 사회에서 공론화가 금기시되었던 근친 성폭력의 실상이 드러나는 계기가 되었으며, 1991년에 일어난 김부남 사건과 함께 1993년에 성폭력 특별법이 제정되는 데에 직접적인 영향을 주었다. 또한 살인 사건에 대해서 집행유예가 선고된 최초의 고등법원 판례이기도 하다.

## 참고 자료
- 대법원 92.12.22 선고 92도2540 판결 판례(대법원, 1992)
- 서울고등법원 서울고등 1992.9.14. 92노1511(서울고등법원, 1992)